# Helikoidalsäge

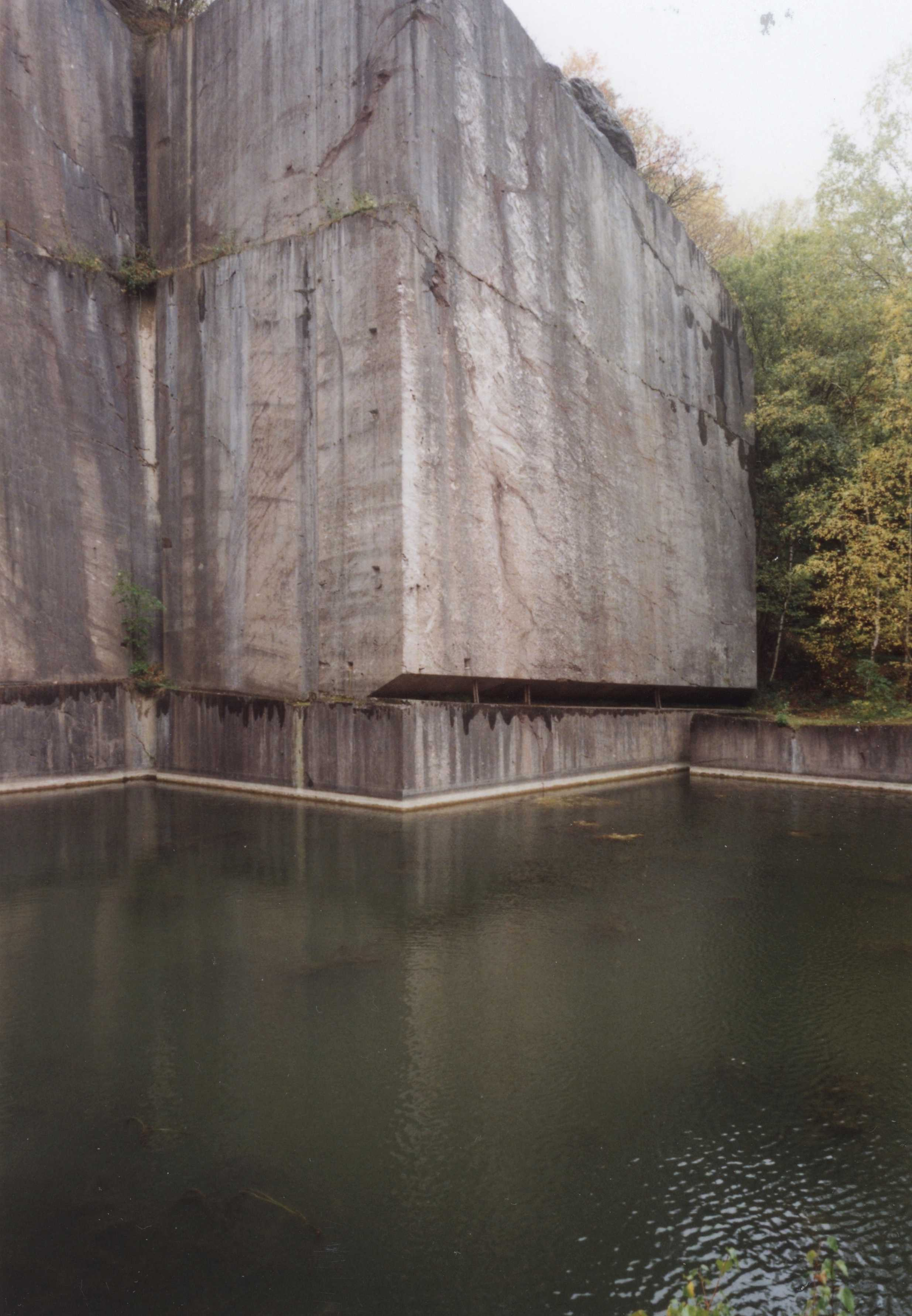
Naturwerksteinabbau mit der Helikoidalsäge, links oben erkennt man eine mächtige Senkrechtbohrung

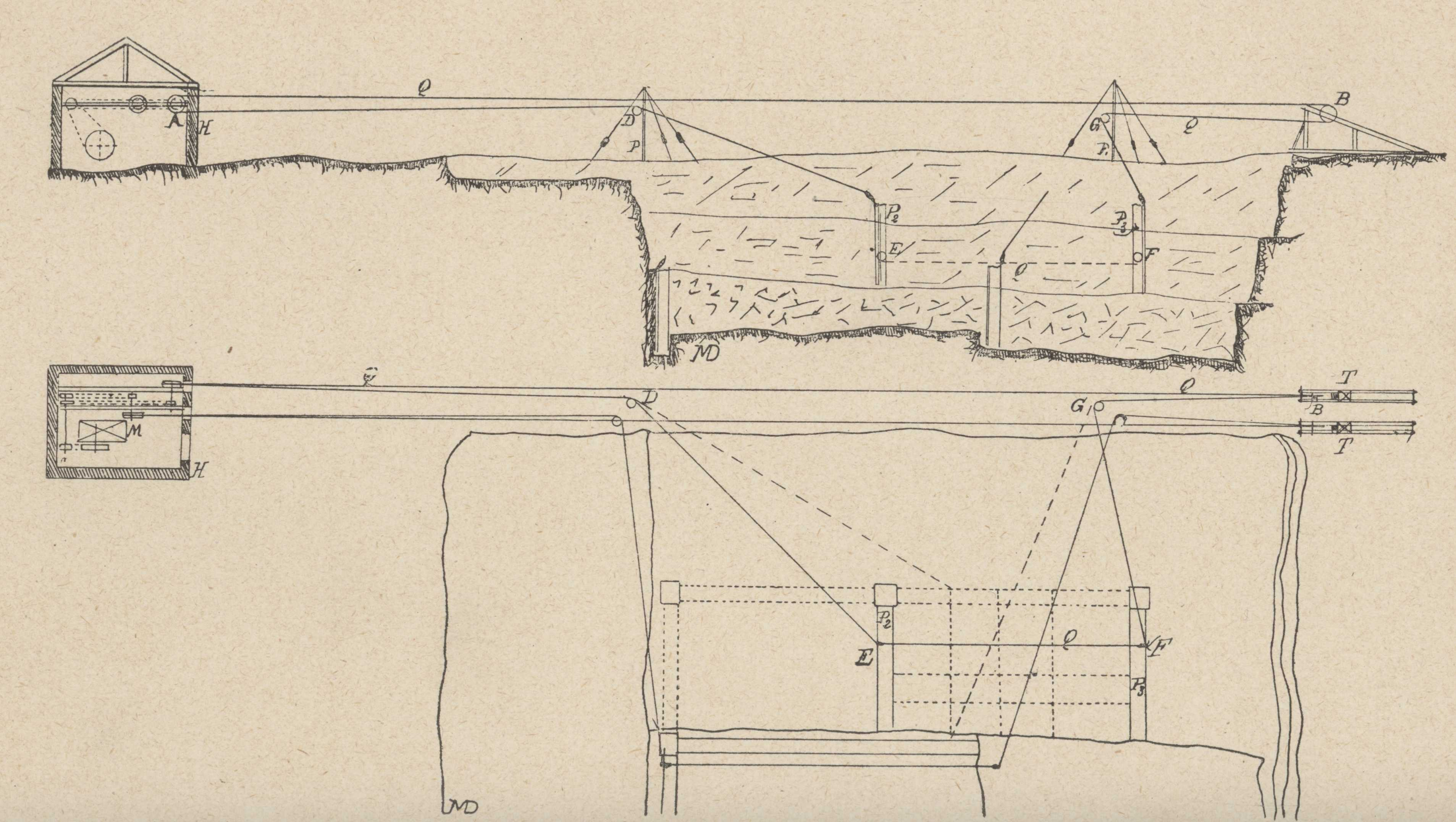
Schema der Helikoidalsäge

Die Helikoidalsäge, auch Drahtseilsäge, ist ein Werkzeug, das zur Gewinnung von Rohblöcken in Steinbrüchen eingesetzt wird. Es handelt sich um eine spezielle Form der Seilsäge.

## Begriffserklärung
Der Name stammt vom griechischen Wort helix für Windung oder Spirale ab. Damit wird die besondere Funktionsweise, das umlaufende, endlose Seil, bezeichnet. Als Helikoide bezeichnet man in der Geometrie eine Spirallinie.

Fremdsprachige Bezeichnungen sind: engl. helicoidal wire saw, franz. fil hélicoïdal oder ital. filo elicoidale.

## Funktionsweise
Nach dem Prinzip der Seilsäge wird ein bis zu 1.500 m langes Stahlseil durch einen Elektromotor über ein spezielles Umlenkrollensystem bewegt. Die moderne Diamantseilsäge in der Natursteinindustrie ist eine technologische Abwandlung dieses Funktionsprinzips und wird bei einem günstigen Kosten-Nutzen-Verhältnis in der Blockgewinnung eingesetzt. Der Unterschied zum Diamantseil besteht darin, dass die Stahlseile der Helikoidalsäge über keinen Besatz mit Diamantsegmenten verfügen und im engeren Sinne eigentlich kein Sägewerkzeug, sondern ein Transportsystem für die sägenden Elemente sind. Dazu werden beim Betrieb dieser Säge an der Eintrittsstelle des Seils in der Abbaufront mittels eines Schlauches eine Mischung aus Quarzsand (vereinzelt auch Siliziumkarbid) und Wasser in die Sägezone eingegeben. Das sich bewegende Seil zieht dieses Wasser-Sand-Gemisch durch die Sägezone im Fels. Auf diese Weise erzeugt man einen Sägeschnitt, der je nach „Härte“, also der mineralischen Zusammensetzung vom Gestein, mehr oder weniger zeitaufwendig sein kann.
Die Aufstellung der Umlenkrollen ist für die korrekte Führung des Seils zu und in den Bohrungen erforderlich. Ferner gewährleistet es die Seilzuführung im Steinbruch von einer zentralen Antriebsstation, ohne weitere Tätigkeiten und Transportbewegungen zu behindern. Aus diesem Grund ist es erforderlich, Umlenkrollen auf erhöhten Punkten im Steinbruch aufzustellen. Dadurch ist ebenso der gleichzeitige Betrieb mehrerer Sägestellen durch einen einzigen Antrieb möglich. Im unmittelbaren Bereich der Sägezone sind Umlenkrollen auf einem Supportgestell (Vorschubregler) montiert, damit der Vortrieb in einer zwangsweise geführten Richtung gesichert ist. Diese Sägeständer mit Umlenkrolle ermöglichen auch den kontinuierlichen Höhen- oder Tiefenversatz des laufenden Seiles.
Je nach Gestein und der Qualität des Abrasivmittels (Quarzsand und andere Materialien) kann eine stündliche Schneidetiefe von 5 bis 30 cm erzielt werden.

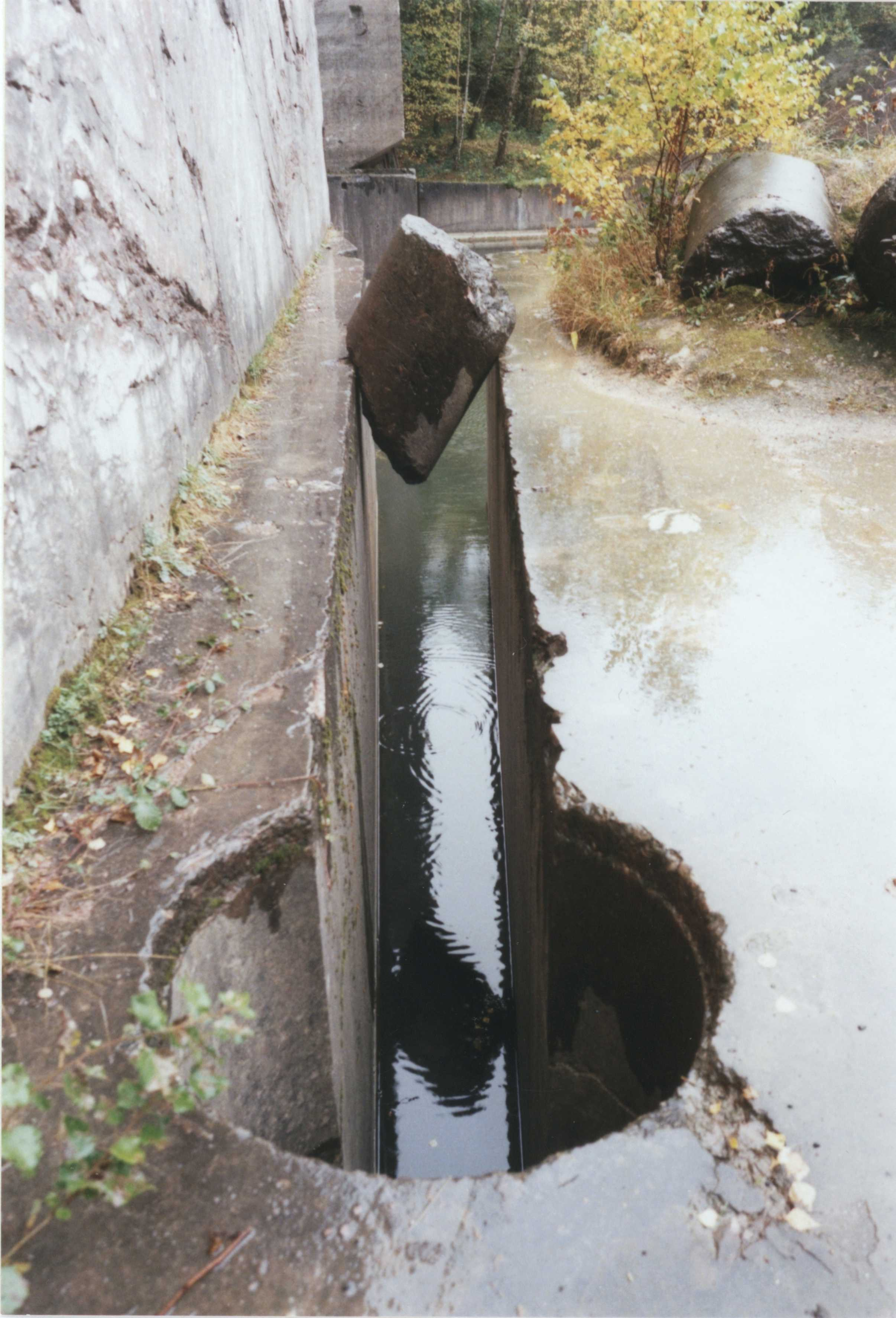
Bohrloch (Durchmesser ca. 40 cm) für die absenkbare Umlenkrolle und erster Schnitt in einem Kalksteinbruch (historische Technologie mit Stahlseil)
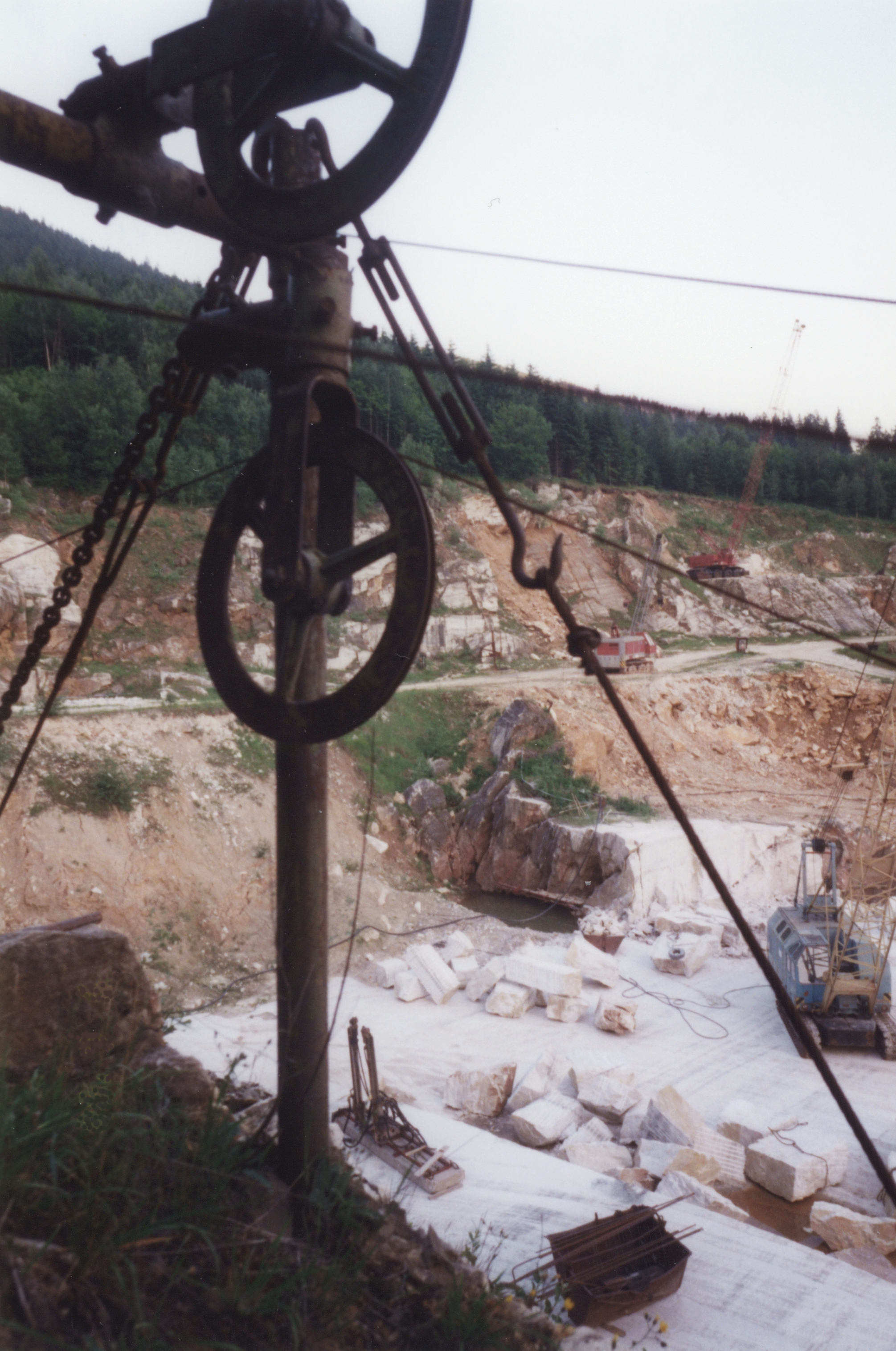
Umlenkrolle der Helikoidalsäge in einem Marmorsteinbruch
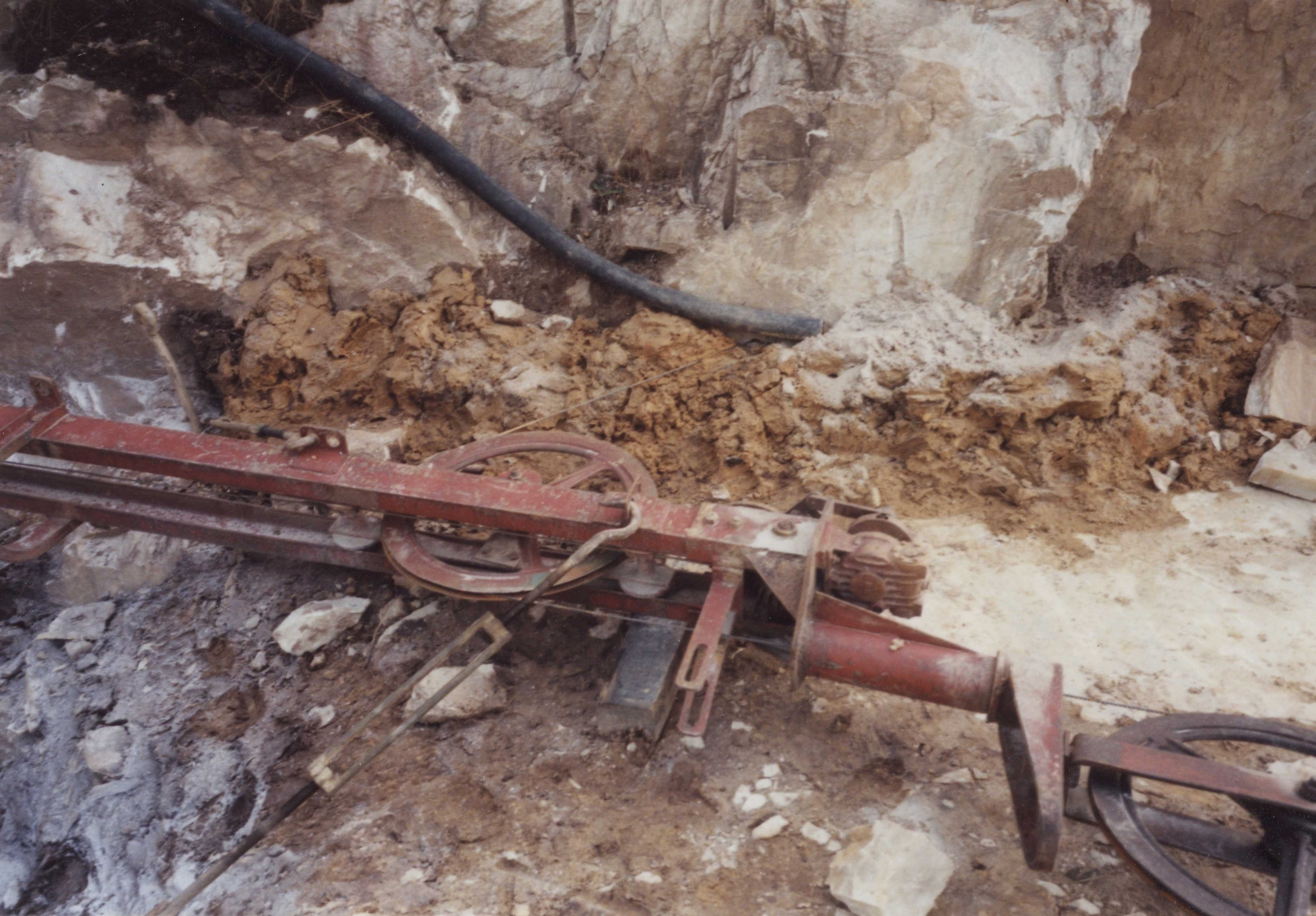
Eintrittsstelle des Seiles (am Schlauchende) mit Supportgestell
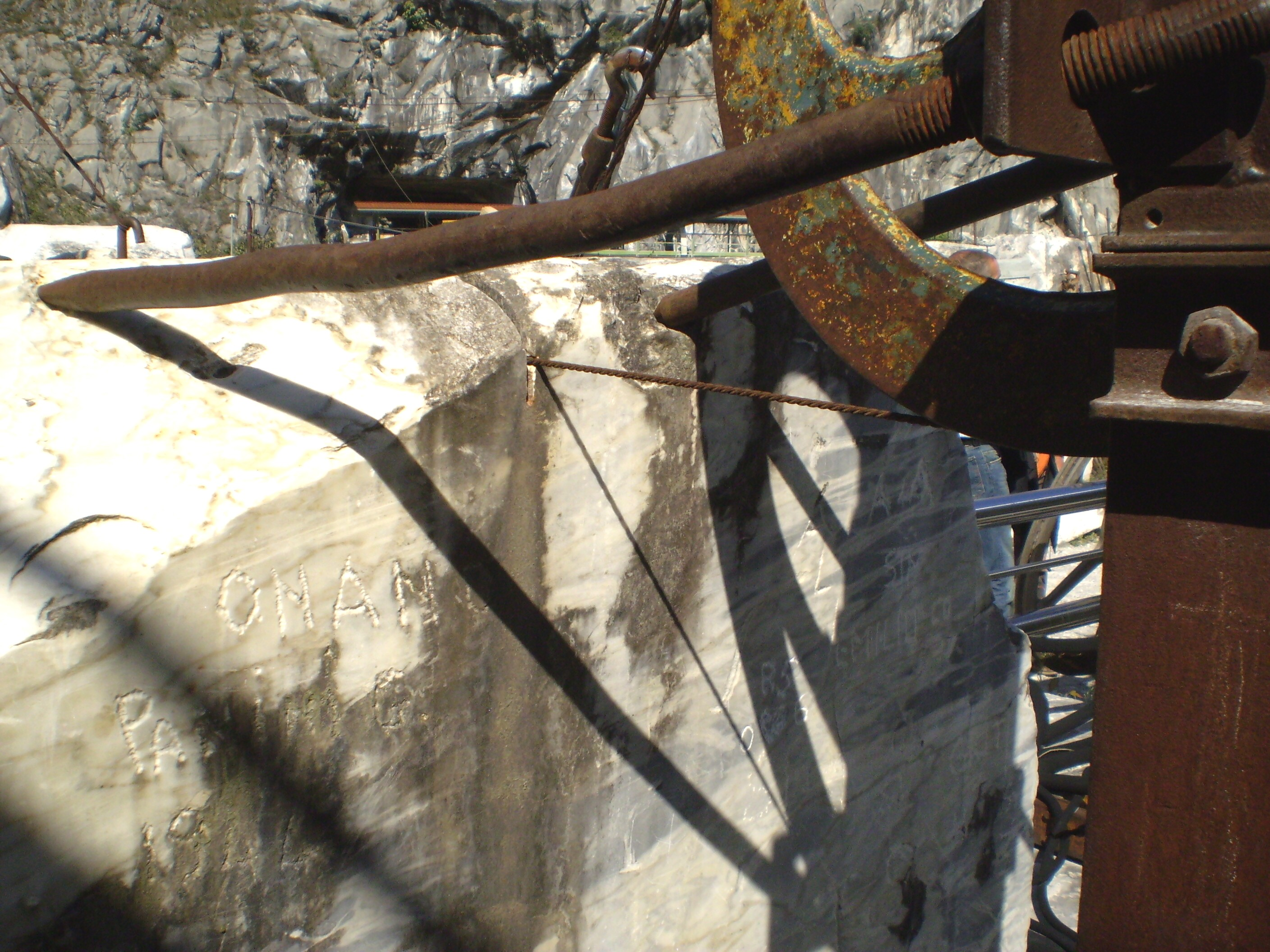
Schnittansatz an einem Marmorblock
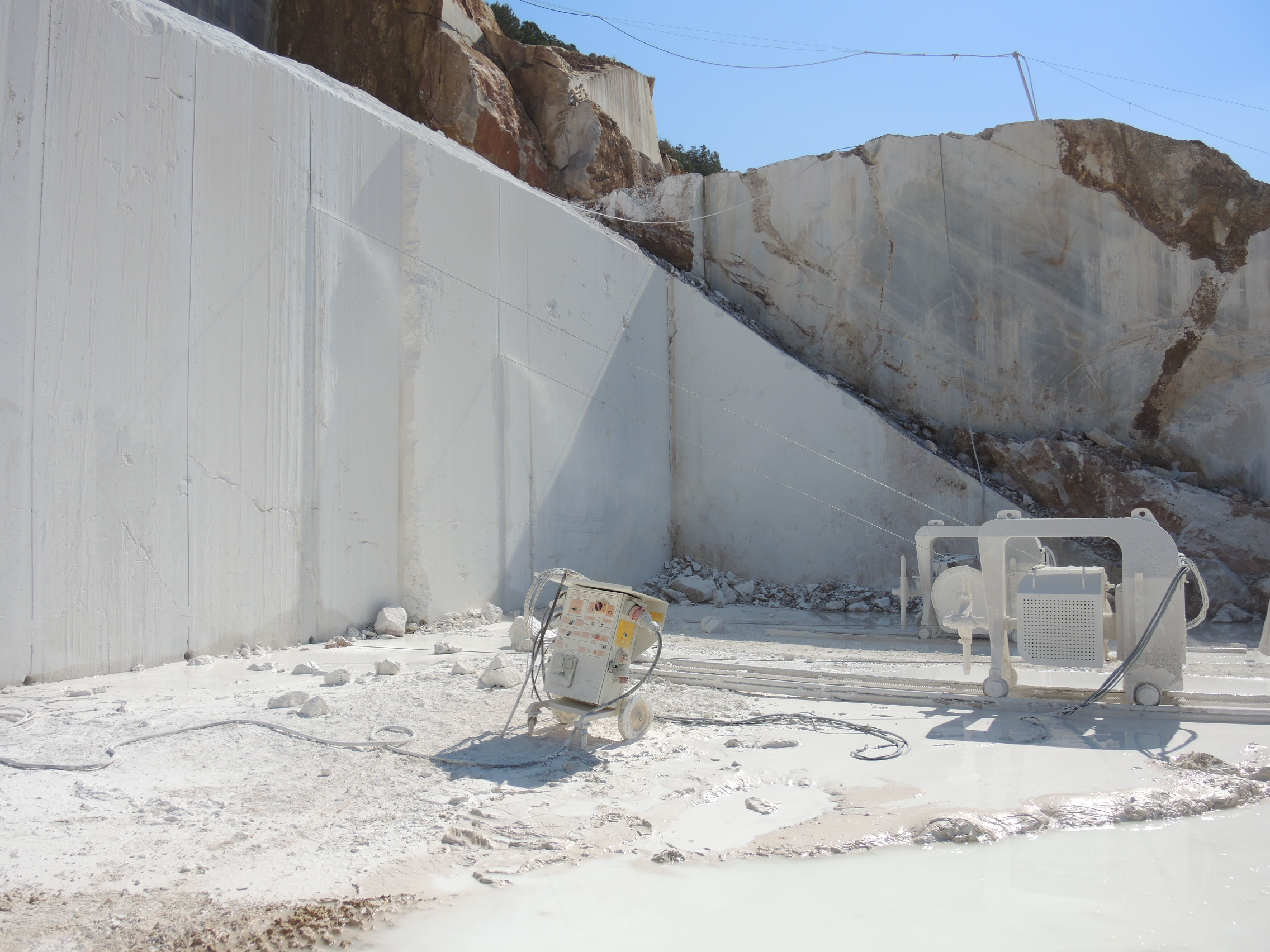
Helikoidalsäge in Betrieb
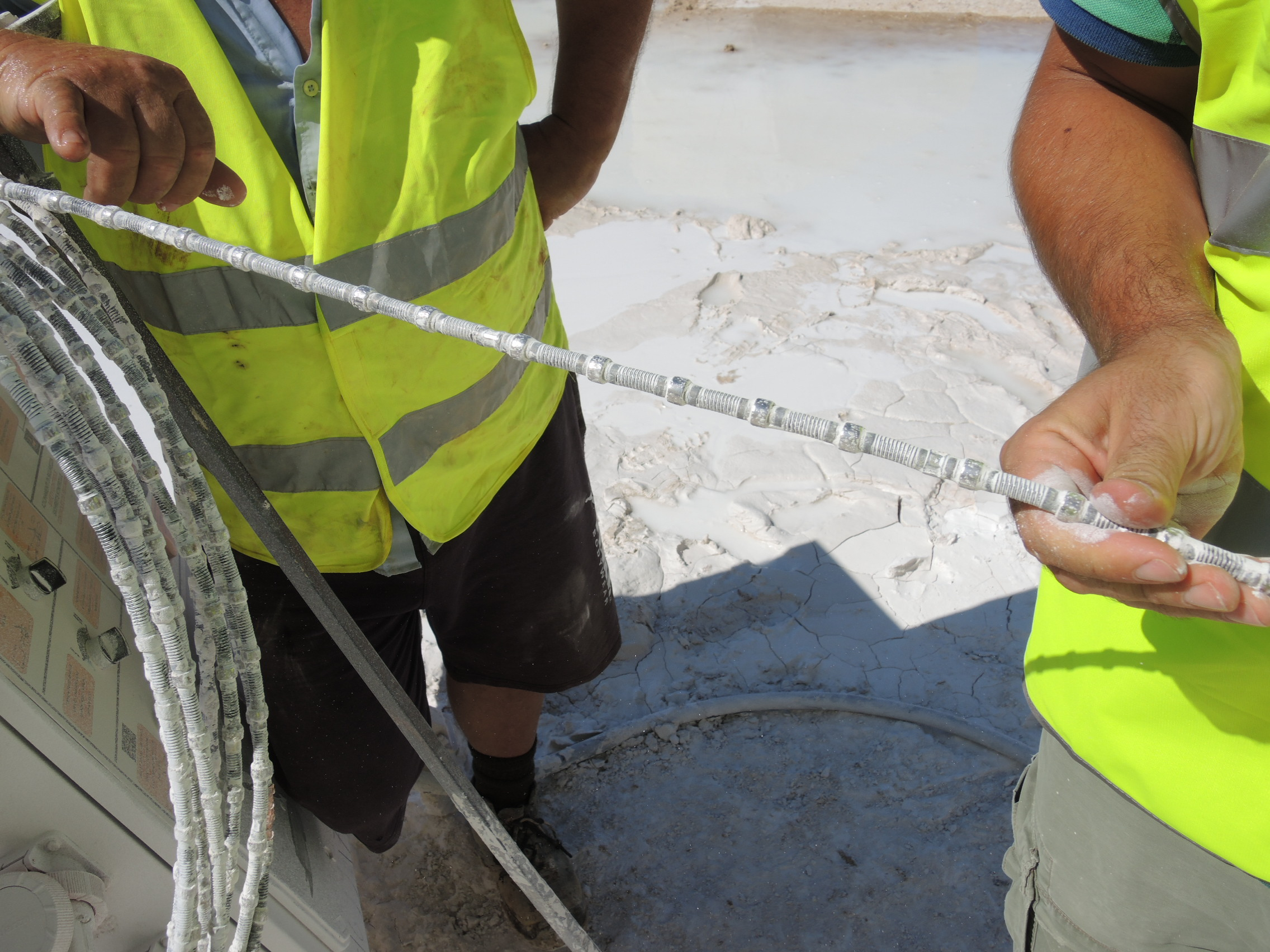
Das Diamantseil

## Voraussetzungen für den Betrieb
Zwingende Voraussetzungen für den Betrieb einer Helikoidalsäge sind folgende Materialien, Vorarbeiten und Einrichtungen:
- ausreichende Vorräte an Wasser und Quarzsand (Abrasivmittel)
- rechtwinklig zueinander angebrachte Langlochbohrungen im Fels
- ein ausgeklügeltes System von Umlenkrollen mit Spannteilen (Spannwagen) und Supportelementen (Vorschubregler)
- ein kräftiges Antriebsaggregat

Die Langlochbohrungen im anstehenden Gestein werden je nach erforderlichem Durchmesser mit hartmetallbesetzten Bohrern oder Kernbohrwerkzeugen ausgeführt. Die Lage dieser Bohrungen bestimmt die Größe der zu gewinnenden Rohblöcke. Durch diese Bohrungen wird vor Beginn der Sägearbeiten das Seil eingeführt und zum Schluss seine Enden miteinander verschraubt.
Ferner sind spezifische Sicherheitsvorschriften beim Betrieb von Helikoidalsägen zu beachten, da beim Zerreißen von gespannten Seilen erhebliche Kräfte frei werden und die unkontrolliert umherpeitschenden Seilenden sich zerstörerisch auswirken können.

## Geschichte
Seit dem Altertum wurden Nutzgesteine durch mechanische Handarbeit und verschiedene Sprengtechniken (Feuersetzen und Sprengstoffe) in Steinbrüchen gewonnen. Die Helikoidalsäge entwickelte sich im Zuge der schrittweisen Technisierung des Natursteinabbaus im 19. Jahrhundert.
Bereits früh erkannte man die nachteiligen Wirkungen von Sprengtechniken, die je nach Intensität unterschiedlich lange Risse im Gestein erzeugten, die sich für die weitere Verarbeitung als sehr schädlich erwiesen.

Bis in das 19. Jahrhundert geschah der Abbau von Naturwerksteinen mittels manueller Bohr-, Keil- und Schrämarbeiten. Diese Methoden sind sehr kraft- und zeitaufwändig. Erst die Herstellung von reißfesten Stahlseilen und die Entwicklung moderner Antriebstechnologien führten zum Einsatz von Helikoidalsägen in Steinbrüchen. Das Prinzip dieser Sägetechnik ist trotzdem alt und der Verwendung des Gatters sehr naheliegend. Es wurde seit Jahrhunderten in kleinen Werkstätten mittels handbetriebener Fadensägen praktiziert. Dabei teilte man durch die pendelnde Bewegung einer relativ widerstandsfähigen Sehne kleine Steinwerkstücke. Als Sägewerkstoff dienten dazu verschiedene Körnungen sehr harter Mineralien (meist Schmirgel aus Korundpulver).

Im Jahr 1854 entwickelte der französische Ingenieur Eugène Chevalier die Seilsäge zum Trennen von Stein. Eine gleiche Erfindung wurde 1854 durch Georges Hermann gemacht, über deren Fortgang nichts bekannt ist. Die Helikoidalsäge ist um 1880 von den belgischen Ingenieuren Paulin Gay und Michel Thonar verbessert worden. Das Seil besteht heute (2008) aus drei Drähten eines besonders belastbaren Stahls. Der Gesamtdurchmesser liegt häufig bei 6 mm.

Um die Entwicklung der Helikoidalsäge hat sich aber hauptsächlich Pellegrini in Sant’Ambrogio di Valpolicella, dem Abbaugebiet von Veroneser Marmor, verdient gemacht. Aus diesem Grund setzte sich seit langer Zeit der umgangssprachliche und international gängige Terminus Pellegrini-Säge durch.

In der jüngsten Epoche seit dem Jahre 1977 geht die Anwendung dieser Säge zurück, weil in Steinbrüchen immer häufiger Diamantseilsägen zur Anwendung kommen. Deren Schnittleistung lag bei den ersten Sägen mit Diamantseilen bei 2 bis 3 Quadratmeter im Marmor und heute bei 12 bis 15 Quadratmeter je Stunde. Ferner ist der technische Aufwand beim Sägen geringer.